# Mooney M20
El Mooney M20 es un avión de aviación general de ala baja fabricado por Mooney Airplane Company. Está propulsado por un motor de pistón conectado a una hélice, y es un diseño de ala baja. Su tren de aterrizaje es en triciclo.

## Introducción

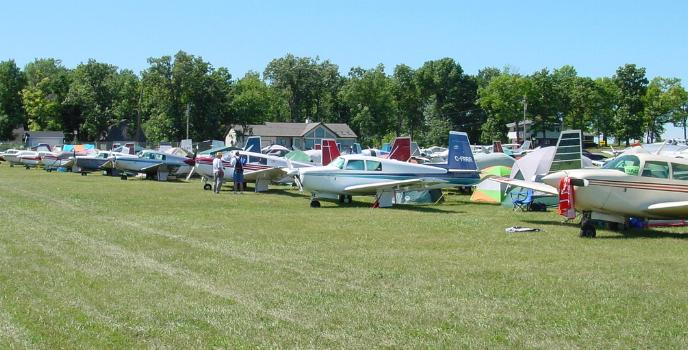
Mooney M20's Reunidos en la Caravana Mooney de 2002 en Oshkosh.

El vigésimo diseño de Albert Mooney fue el más exitoso y se designó como Mooney “M20”. La serie M20 fue (y sigue siendo) producida en muchas variantes los últimos 50 años, desde las versiones con alas de madera M20 y M20A de los años cincuenta hasta el Mooney más rápido de todos, el M20T Acclaim, que debutó en el Siglo XXI y se encuentra en producción.

### Historia de los modelos M20
La serie M20 ha sido producida en tres largos de fuselaje: “cuerpo corto”, “cuerpo medio” (incluyendo al M20J) y “cuerpo largo”. Sólo los Mooney de cuerpo largo continúan produciéndose. De todas formas, todos los Mooney han tenido cuatro asientos, el largo extendido del fuselaje permite más espacio para las piernas de los pasajeros pero con una pequeña disminución en el desempeño, Otras mejoras del aeroplano a través de los años compensaron los efectos del fuselaje largo.
El M20 original (1955-1958) y el M20A (1958-1960) tenían la estructura de los planos de sustentación en madera, pero el M20A gozaba de una mayor potencia (180 hp, a diferencia del M20 que tenía 150 hp). Algunos desafortunados dueños de estos primeros ejemplares rápidamente descubrieron que la estructura de madera de las alas era muy susceptible a romperse durante el vuelo si sufría una sobrecarga de esfuerzo, especialmente si la madera había sido mojada o se había podrido. Las inspecciones frecuentes de la costilla de madera del ala son requeridas entonces para mantener ese avión en buenas condiciones.
Mooney corrigió este problema inclinándose por el diseño de ala totalmente metálico en 1961 con el M20B. El diseño completo de metal acarreó cierto peso, pero el cambio fue bien recibido y resultó en un avión extremadamente robusto. La corrosión puede reducir la fuerza de la aeronave, pero ha probado ser un problema significativamente menor en el campo que la costilla de madera. No se han reportado rupturas en vuelo de esta zona de los M20 completamente metálicos.
En 1962 Mooney hizo más mejoras incrementales en el M20C (1962-1978). El M20C Mark 21 fue el último de los Mooney de cuerpo corto que terminó su producción. Se produjeron más M20C’s que cualquier otro modelo de Mooney hasta la fecha. En 1963, Mooney introdujo el M20D Master, esencialmente un M20 con tren fijo dirigido en un principio al entrenamiento y para dueños que quisieran tasas de seguro más bajas. El M20D alcanzó a ser producido hasta 1966, y muchos fueron convertidos a M20C’s para incrementar la velocidad de crucero y el desempeño en el ascenso.
El primer Mooney “hot-rod”, el M20E Super 21, fue producido desde 1964 hasta 1975. El M20E era en esencia un M20C con un motor más potente (200 hp) con inyección de combustible. Este Mooney de cuerpo corto tenía como consecuencia una menor carrera de despegue, al menos en altitudes bajas (El turbocargador, que permite mantener el desempeño en altitudes más elevadas, estaba disponible como una opción fuera de vitrinas). Este es el Mooney de cuerpo corto más difícil de conseguir.
Mooney ensanchó el fuselaje por primera vez para el M20F Executive 21 (1966-1977). El M20F es básicamente idéntico al M20E. De la misma manera, el M20G Statesman (1968-1970) es una versión de fuselaje ancho del M20C que para el año 1967 fue renombrado como M20C Ranger. De la misma manera el M20E fue descontinuado un corto tiempo y fue reintroducido como el M20E Chaparral.
En 1969 Mooney construyó trenes de aterrizaje y flaps operados eléctricamente para todas sus aeronaves. Antes de esto, los pilotos extendían y retraían un tren de aterrizaje estándar usando una pesada barra Johnson (el tren eléctrico era opcional). Todavía prevalecen argumentos entre los entusiastas de Mooney sobre si este cambio fue bueno para la marca.
Desde 1970 a 1973, los trastornos de la compañía hicieron que Mooney se convirtiera en la Aerostar Aircraft Corporation, y los modelos Ranger se convirtieron en Aerostar 200, los Chaparral en Aerostar 201 y los Executive como 220. Sin embargo esta compañía cesó su producción en 1972, y los nuevos aviones se volvieron a llamar Mooney.
Mooney contrató a Roy LoPresti para que le hiciera un perfil más aerodinámico al M20F, resultando en el debut en 1977 del M20J. Muchos pilotos consideran que el M20J fue finalmente el equilibrio entre la velocidad y la eficiencia. El Mooney M20J también es conocido como el Mooney 201 gracias a su velocidad máxima en vuelo nivelado de 201 MPH (aproximadamente 174 nudos o 323 km/h). El M20J voló por primera vez en septiembre de 1976. La forma aerodinámica mejorada y un motor de 200 hp actualizado hicieron del M20J la segunda variante más popular de la serie M20, tras la M20C. Era frecuentemente usado como avión de entrenamiento para pilotos comerciales. Fue originalmente diseñado como un avión privado/comercial de turismo debido a su elevada velocidad de crucero y relativamente bajo costo de operación. El modelo J tuvo una producción impresionante, finalizando sólo hasta 1998, terminando también con la producción de M20 de cuerpo medio.
Hasta el Mooney M20J, todos los Mooney M20 desde el B hasta el G tenían motores Lycoming de cuatro cilindros horizontalmente opuestos. Después de la designación M20J, Mooney modificó el diseño básico para incluir una variedad de motores más potentes de seis cilindros opuestos, incluyendo algunos modelos con motores turbocargados. El primero de ellos fue el turbocargado M20K (1979-1998). El primer motor del M20K fue difícil de mantener a temperaturas aceptables de operación, así que en 1986 la variante “252” incorporaba un motor más fiable y algunas mejoras en la velocidad. En 1988 Mooney fue por medidas más largas, patrocinado por Porsche para incluir su motor de caja reductora y alargar el fuselaje una vez más para producir el M20 de cuerpo largo. No todos los M20L usaron este motor. Porsche hizo que los dueños regresaran su avión para que reemplazaran el motor por un motor Teledyne Continental más convencional debido a preocupaciones de servicio y responsabilidad (Muchos dueños se opusieron, en vano). La producción del M20L terminó en 1990.
El M20M (1989- ) entregó un empujón inicial de 270 hp y también estaba turbocargado. El M20R (1994- ) empezó con 280 hp y no tenía turbocargador. Con cambios menores en la potencia entregada por el motor (por ejemplo el M20S “Eagle”) y algunas menores diferencias en el desempeño, estos dos modelos básicos (ambos de alta potencia, cuerpos largos, y uno turbocargado) se mantienen en producción como el Mooney M20M Bravo y el M20R Ovation. La versión Bravo está propulsada por un TEXTRON-Lycoming TIO-540 AF1B (la designación Bravo surgió del sufijo B del nombre del motor) y la versión Ovation por el Teledyne Continental IO-550 de 280 hp.
El último y más rápido de los M20 es el M20T “Acclaim” propulsado por el Teledyne Continental TSIO-550G biturbo de 280 hp. Mooney y Columbia Aircraft frecuentemente se alternan el primer lugar en producir el monomotor a pistón más rápido en producción desde el 2004, ya que este puesto lo disputaban el M20M Bravo y el M20R Ovation 1 y 2. Actualmente los 237 nudos de velocidad crucero a 25 000 ft pone a Mooney a la delantera del Columbia 400 y la versión turbocargada del Cirrus SR22 GTS (los dos aseguran un crucero de 235 nudos). El Acclaim tiene un tren triciclo retractable, mientras que el Columbia 400 tiene tren fijo. El último M20T es extremadamente rápido, fuerte, eficiente, y continúa basándose en la bien probada estructura de la serie M20, un diseño básico que precede a Columbia por décadas. Además esto significa que el Mooney M20T Acclaim es el avión a pistón certificado más rápido producido actualmente (siendo monomotor) y por supuesto el Mooney más rápido de todos los tiempos.

### La Aeronave
Con excepción de las versiones originales con costillas de madera M20 y M20A, todos los M20 son completamente metálicos, con diseño de ala baja. Las alas son de construcción cantiléver, consistiendo de un larguero principal y uno secundario que se extiende desde el fuselaje hasta la posición media de los flaps. El recubrimiento del ala es una hoja metálica ligera que la envuelve y sus remaches están pulidos en algunas áreas para reducir el arrastre parásito. Los flaps ranurados cubren un 70 % del borde de fuga del ala. Los primeros modelos usaron bombas hidráulicas manuales para controlar los flaps mientras que los modelos recientes utilizan flaps operados eléctricamente. El fuselaje consiste de una cabina tubular de acero con una estructura similar al de las alas. La parte trasera del fuselaje es un diseño de dos partes semi enterizas. La carga de estrés está distribuida entre el recubrimiento metálico, las cuadernas y los largueros del fuselaje. La parte trasera del fuselaje está conectada al empenaje en un pivote. El empenaje completo puede ser pivotado para el ajuste del cabeceo. Todas las superficies del estabilizador y el timón están construidos con un recubrimiento liviano envolvente con remaches pulidos.

### Tren de aterrizaje
El tren de aterrizaje es del tipo triciclo y está hecho con un acero con aleación de cromo-molibdeno tratada con calor. Los trenes principales están unidos a la costilla principal de las alas, mientras que el tren de nariz está montado dentro del interior del marco de acero de la cabina. Los empaques de caucho, así como los resortes de acero alrededor de la barra permiten su compresión y absorción de impactos durante el aterrizaje. Excepto por las versiones no modificadas del M20D, el tren de nariz se retrae hacia atrás mientras que los principales lo hacen hacia el centro. Los primeros modelos usaron una barra Johnson inteligentemente operada y casi a prueba de fallas para extender y contraer el tren de aterrizaje. Modelos más recientes usan un tren de aterrizaje operado eléctricamente con un sistema de emergencia operado por una manivela o un extensor operado por un cable para tirar el sistema hacia arriba.

### Frenos
Los frenos están adheridos mediante zapatas a los trenes principales y pueden ser aplicados separadamente para hacer giros cortos en operaciones en tierra. Los frenos son de disco y están operados por un sistema hidráulico. La presión en la parte delantera de los pedales activa el sistema hidráulico, permitiendo que el fluido de un cilindro maestro sea dirigido bajo presión a las zapatas de los frenos, que aprisionan el canto de los discos que se encuentran rotando.
Estos frenos de punta de pedal son estándar en el lado del piloto y opcionales en el lado del copiloto.

## Características aerodinámicas
El Mooney M20 es un avión estable y altamente eficiente. Esto se atribuye a su diseño aerodinámico. La eficiencia del diseño original, es superior a otros diseños de su tiempo, y se vio comprometida al usar una larga aletilla de aire de enfriamiento hasta la introducción del M20J. El modelo J redujo esta entrada, añadió un parabrisas más aerodinámico e hizo sustanciales mejoras aerodinámicas que elevaron notablemente su velocidad sin añadir más potencia al diseño existente del M20F. Todos los Mooney luego del J, fueron beneficiados por estas mejoras aerodinámicas.

### Alas
Para incrementar la eficiencia aerodinámica, las alas del M20 están diseñadas para minimizar el arrastre inducido y parásito. En vuelo, la alta presión bajo las alas podría hacer caer la baja presión que se encuentra sobre el ala, en las puntas del plano. Esta forma de arrastre inducido se conoce como vórtice de puntas de plano. Para minimizar este efecto, el Mooney M20 está diseñado con alas de media relación de aspecto (el largo del ala es el doble de su ancho) y de diseño trapezoidal. En consecuencia, las alas son menos anchas en las puntas del plano y esto crea vórtices más débiles. Además las alas son construidas con otra reducción: el ángulo de incidencia en la base del ala es de 2° 30’, y se convierte en 1° en la punta. La diferencia de presión entre el fondo y el extremo del ala es considerablemente menor que en la base; este hecho permite reducir la magnitud de los vórtices. El arrastre parásito es reducido por la forma simple y aerodinamizada del ala, y la superficie suavizada. Las luces de navegación y anti-colisión están localizadas al interior del borde en las puntas del plano para eliminar el exceso de arrastre.

### Estabilidad lateral
Las alas del Mooney M20 son bajas y tienen 5° 30’ de ángulo diedro. Esta configuración permite una estabilidad lateral mayor.

### Aletillas de pérdida
Los modelos recientes de M20 están equipados con Aletillas de pérdida para incrementar las características del avión en ese estado. Hay dos cuñas de metal que están localizadas en paralelo al eje principal de cada una de las alas. En ángulos de ataque altos, las aletillas dividen en capas la corriente de aire, induciendo la pérdida. Esto es benéfico en cuanto a forzar la pérdida primero en las bases del ala, en vez del ala completa cuando es más probable la pérdida de control o entrar en un ‘spin’ incontrolable. Las Aletillas de pérdida también acentúan el control al enviar el aire turbulento sobre el empenaje cuando comienza la pérdida. Esto le da al piloto más tolerancia para corregir la acción que esté ocurriendo antes de que el avión entre en pérdida total.
Hasta hace muy poco, Mooney fue el único fabricante que ofrecía ese sistema para aviones de pistón. Al descender, el piloto puede accionarlas con el fin de descender usando una alta potencia para prevenir choque térmico (enfriamiento súbito del motor que rompe los cilindros) al conservar la temperatura de operación en crucero

### Empenaje
El empenaje del Mooney M20 es reconocible fácilmente por su diseño único de la cola con el plano de cola con un eje vertical delantero. (La cola se ve como si estuviera yendo hacia delante). El plano de cola horizontal es un estabilizador enterizo con un elevador separado, y no incluye ningún tipo de compensadores. El ensamblaje total de la cola pivota en la parte trasera del fuselaje para permitir el ajuste de cabeceo. La cobertura de esta parte es consecuentemente más delgada y produce un arrastre mínimo.

## Propulsión

### Sistema de combustible
Todos los Mooney M20 alojan el combustible en dos tanques separados (izquierdo y derecho) localizados en la parte interna de los planos. No hay tanques de combustible por sí mismos. El diseño de “ala llena” se basa en el sellamiento de secciones internas del ala. En la parte baja de cada ala se acumula una cantidad inutilizable de combustible, ya que la línea de despacho del mismo se encuentra ligeramente arriba del fondo del tanque con el fin de prevenir la succión de sedimento, contaminación o agua que pueda alojarse en esta zona que puede causar fallas en el motor de ser bombeada. El agua puede vaciarse mediante drenajes especialmente colocados, varios minutos después de poner el combustible, con el fin de permitir que toda el agua que pueda contener el tanque pueda bajar al fondo y ser drenada. Los tanques pueden seleccionarse por separado; en despegue es recomendable usar un tanque, cambiar de vez en cuando en crucero la selección de los tanques, y descender y aterrizar con el tanque más lleno. El combustible es bombeado desde el tanque a los inyectores o al carburador por una bomba mecánica operada por el motor. En caso de falla, existe una bomba de funcionamiento eléctrico que puede accionarse como medida de seguridad; esta bomba debe seleccionarse en cabina durante descensos y aterrizajes en caso de una súbita falla de la bomba mecánica, pero al avión no debe operarse jamás con la bomba eléctrica en caso de haberse dañado la bomba mecánica: si la bomba eléctrica llega a dañarse ya no habrá respaldo de seguridad y además esto acortaría su vida útil.

### Motor
El motor a pistón instalado en el Mooney 201 es un TEXTRON-Lycoming IO-360-A3B6D de 200 hp, de cuatro cilindros horizontalmente opuestos. El motor funciona a partir de un ciclo Otto modificado, donde en el ciclo completo el cigüeñal da dos vueltas en las que recibe la potencia de cada uno de los cuatro cilindros de forma alternativa. El modelo del motor con el sufijo “D” hace referencia a su sistema de ignición de dos magnetos contenidos en una misma caja. Este diseño de una sola caja ha sido controversial debido a que un mantenimiento indebido o magnetos reparados podrían provocar una pérdida de trabajo del motor, debido a una ignición más pobre. Otros M20 tienen dos magnetos en cajas separadas.

### Aire adicional
Para incrementar la potencia muchos M20’s tienen un sistema montado de aire adicional usualmente llamado “Power Boost”. Para operaciones normales el aire de admisión es previamente filtrado antes de entrar al sistema de inducción. Cuando el aire adicional está disponible, parte del aire sin filtrar entra al sistema de inducción con una mayor presión y en consecuencia la presión del múltiple de admisión se incrementa, entregando mayor potencia. Este aire adicional es usado solamente en condiciones de aire puro y libre de polución para prevenir daños en el motor. Por obvias razones algunas versiones turbocargadas omiten esta característica ya que el turbocargador provee esta carga adicional de aire mucho más elevada.

### Enfriamiento y lubricación

#### Sistema de lubricación
El motor tiene un sistema de alojamiento de aceite de cárter húmedo con una capacidad de 7.6 L. El aceite está depositado en un cárter bajo el motor. Es bombeado primero a través de un filtro y luego por un radiador de aire entre 60 y 100 psi antes de lubricar, enfriar y limpiar el motor por una serie de pequeñas cavidades. El piloto puede monitorear la presión de aceite y la temperatura en los indicadores de la cabina. Si la temperatura de aceite es baja, una válvula permite desviar momentáneamente el aceite del enfriador.

#### Sistema de refrigeración
El motor es enfriado por aire. El aire es conducido al motor, circulando sobre los cilindros y los componentes del motor mediante el uso de conductores especiales. Luego del enfriamiento el aire sale por medio de aletillas de enfriamiento regulables (cowl flaps). El piloto puede monitorear la temperatura de cabezas de cilindro (CHT: cylinder head temperature) y abrir o cerrar estos flaps para mantener una temperatura recomendable, sin embargo el fabricante recomienda mantenerlos cerrados durante la mayor parte del vuelo. Otra forma de enfriar el motor es aumentar levemente la mezcla de combustible. Más combustible administrado en los cilindros permite una mayor disipación de calor y un consumo menor de combustible (ya que retrasa el efecto adecuado de la combustión por no tener equilibrada la cantidad de componentes de la misma: combustible y aire), sin embargo abusar de esta medida puede resultar en una combustión ineficiente, insegura y extremadamente fría para el motor, produciendo pérdida de potencia, apagado repentino del motor y acumulación excesiva de carbono y residuos al interior de los cilindros.

### Hélice de velocidad constante
Todos los M20’s son aviones monomotores. La potencia producida por el motor es transferida primero en torque por los componentes del motor, y luego en empuje mediante una hélice de velocidad constante (Constant Speed Propeller).
La hélice combina velocidad de avance con velocidad rotativa, dando como resultado un flujo de aire relativo. Si al velocidad de avance se incrementa, el ángulo de ataque disminuye. Para maximizar la eficiencia de la entrega de empuje, la hélice de velocidad constante permite mantener un ángulo de ataque óptimo de aproximadamente 4°, proporcionando la mejor relación elevación/arrastre, cambiando el paso de las palas durante el vuelo. Esto significa que sin importar la potencia proporcionada por el motor, en vuelo la hélice rotará a una misma velocidad, y el empuje dependerá del paso de las palas. En todos los Mooney M20, el sistema de gobernadores de la hélice está controlado hidráulicamente por el aceite del motor, ajustando automáticamente el paso de la hélice, otorgando unas revoluciones por minuto específicas.
La presión de aceite es aplicada a un pistón en el montaje de la hélice. Entre más aceite entre al montaje, las palas son mecánicamente giradas para proveer un menor paso. En caso de pérdida total de presión de aceite, las palas tendrán un ángulo casi plano y el máximo empuje será posible. El uso de revoluciones por minuto constantes en una hélice, está mantenido por dichos gobernadores. El piloto mantiene una presión de admisión (manifold pressure) con sus correspondientes RPM de la hélice, y el gobernador trabaja para mantener esas RPM. Por consiguiente si el motor trabaja a su máxima capacidad, el paso de las palas será el más fino y la resistencia al avance mucho menor, en caso contrario la hélice recibirá toda la resistencia de avance y la transferirá al motor, disminuyendo la capacidad de empuje.

## Requerimientos operacionales

### Tripulación y Pista
El Mooney 201 está equipado con controles duales. Si es necesario, 2 pilotos pueden turnarse en vuelos largos, o un entrenador podrá tomar el mando en un vuelo de entrenamiento.
El largo de pista requerido para despegar o hacer una parada total, dependerá de muchos factores. Estos incluyen la superficie de la pista, su temperatura, la presión barométrica, el peso, la velocidad del aire externo, el ángulo de aproximación o despacho requerido en la pista, y la configuración y velocidad del avión. El largo requerido puede ser calculado usando cartas de desempeño provistas por Mooney para cada uno de sus aviones. El manual de operación del avión advierte sobre condiciones no propicias para el vuelo, donde tiene que ver la velocidad y dirección del aire relativa a la orientación de la pista, el viento cruzado no puede ser mayor a 11 nudos y el viento de cola no debe ser mayor que 5.

### Equipo en Tierra

#### Tirado
En tierra, no es muy económico para algunos Mooney recorrer distancias cortas usando su motor. Una barra de tirado puede ser acoplada al tren de nariz para halar el avión. Esta barra tiene marcadores de seguridad que advierten sobre el ángulo de giro máximo que la rueda delantera puede girar sin dañarse (14°)

#### Anclaje
Varias versiones, incluyendo el Mooney 201, tienen aviones que pueden ser anclados al piso cuando no se encuentran en uso, especialmente en condiciones de mucho viento. El equipo requerido consta de 3 cuerdas y un anclaje para la nariz. El avión debe estar apuntando hacia el viento para asegurar la nariz. 2 herrajes metálicos están ubicados en las alas y uno en la cola. Las cuerdas ancladas al suelo se tensan para impedir el movimiento por el viento.

### Requerimientos de combustible
Los tanques deben ser llenados uno por uno. El grado de combustible mínimo de operación debe ser AVGAS de octanaje 100/100LL (azul). Deben consultarse las cartas de llenado y carga del aparato para permitir su correcto balance. Un Mooney 201 normalmente quema 41 litros por hora en crucero y un M20M Bravo aproximadamente 65 ya que tiene un motor turbocargado y más grande. Esto es importante a la hora de alternar los tanques durante el vuelo.
Las alas están provistas de una válvula de drenado que se usa para drenar el combustible desde la parte baja del tanque con el fin de chequear si contienen algún tipo de contaminante o agua.

## Seguridad

### Registro de seguridad
Una revisión de seguridad minuciosa de aviones Mooney dirigida por la Fundación de Seguridad Aérea de AOPA desde 1982 hasta 1991, revela que para ese momento se habían sucedido 392 accidentes relacionados con Mooney, 75 % de los cuales se atribuyen a fallas humanas. Aproximadamente 6 de cada 100 Mooneys registrados en EUA estaban envueltos en algún accidente. De acuerdo con la revisión, la causa de falla más frecuente de accidentes serios y fatales se debía a un mal juicio sobre las condiciones atmosféricas a la hora de volar el aparato. Situaciones como entradas a nubes inadvertidamente causó el 26 % de los accidentes. Los aviones Mooney doblan la cifra de aterrizajes errados de otros aviones de la misma clase. Es allí donde se evidencia el error del piloto: aproximar a la pista más rápido que la velocidad recomendada de 70 nudos. La velocidad no puede reducirse drásticamente en el Mooney 201 debido a que es tan aerodinámico y libre de arrastre por sus alas eficientes. Cuando la velocidad no es reducida lo suficiente antes de entrar en estas maniobras, el Mooney 201 tiende a flotar sobre la pista antes de tocar suelo. Como resultado, le toma mucho más recorrido de pista el poder tocar suelo y puede salirse de la pista si no ha logrado frenar antes de llegar a la cabecera.

### Características de Seguridad

#### Tren de aterrizaje
Para prevenir una retracción inadvertida del tren de aterrizaje en tierra, existe un sensor de aire que interrumpe el mecanismo del tren mientras está soportando el peso del avión. Debajo de 65 nudos, este interruptor abre el circuito actuador del sistema, previniendo la retracción del tren de aterrizaje. Sobre los 65 nudos, la presión dinámica es suficiente para cerrar el circuito permitiendo la retracción del tren de aterrizaje. Este sistema sin embargo, puede ser desmantelado en caso de un despegue requerido por debajo de los 65 nudos. En el Mooney 201 el aterrizaje de barrigazo no es inusual, si se presenta una falla mecánica o eléctrica o por error del piloto. Una alerta auditiva se activa si la potencia se reduce por debajo de 12” de Manifold Pressure y el tren no está completamente extendido. Esta es generalmente la potencia requerida para las maniobras de aproximación finales. Un testigo rojo se ilumina cuando el tren de aterrizaje se encuentra en tránsito (subiendo o bajando), y uno verde cuando el tren está asegurado (extendido). En caso de una falla eléctrica el tren de aterrizaje puede extenderse con el uso de una manivela en la cabina.

#### Sistemas de vuelo
En caso de un mal funcionamiento del piloto automático, el piloto puede desactivarlo o sustituirlo de 3 formas distintas. El botón interruptor maestro Autopilot, usar el trim eléctrico o tirar del breaker del sistema eléctrico del trim. (El trim es el controlador del cabeceo mediante la graduación del sistema de elevación). Entonces el avión puede graduarse mediante la rueda manual del trim. En caso de falla de los instrumentos que se rigen por al variación externa de la presión barométrica, es decir el altímetro, el VSI (vertical speed indicator o indicador de velocidad de ascenso) y el barómetro, pueden ser bloqueados para usar un sistema alterno que puede tener algunos leves errores de lectura dada la diferencia entre la presión atmosférica interna y externa del avión.

#### Interior
La compuerta de equipaje sirve también como escotilla de emergencia. Si es requerido, una cubierta de plástico ligero situada dentro de la puerta, puede ser retirada para acceder a un botón que al ser tirado desconecta los seguros de la puerta y abrirla desde el interior. Los cinturones de seguridad constan de una franja que viene sobre el hombro y otra que va por encima de la cintura, y debe usarse durante el despegue y el aterrizaje como mínimo.

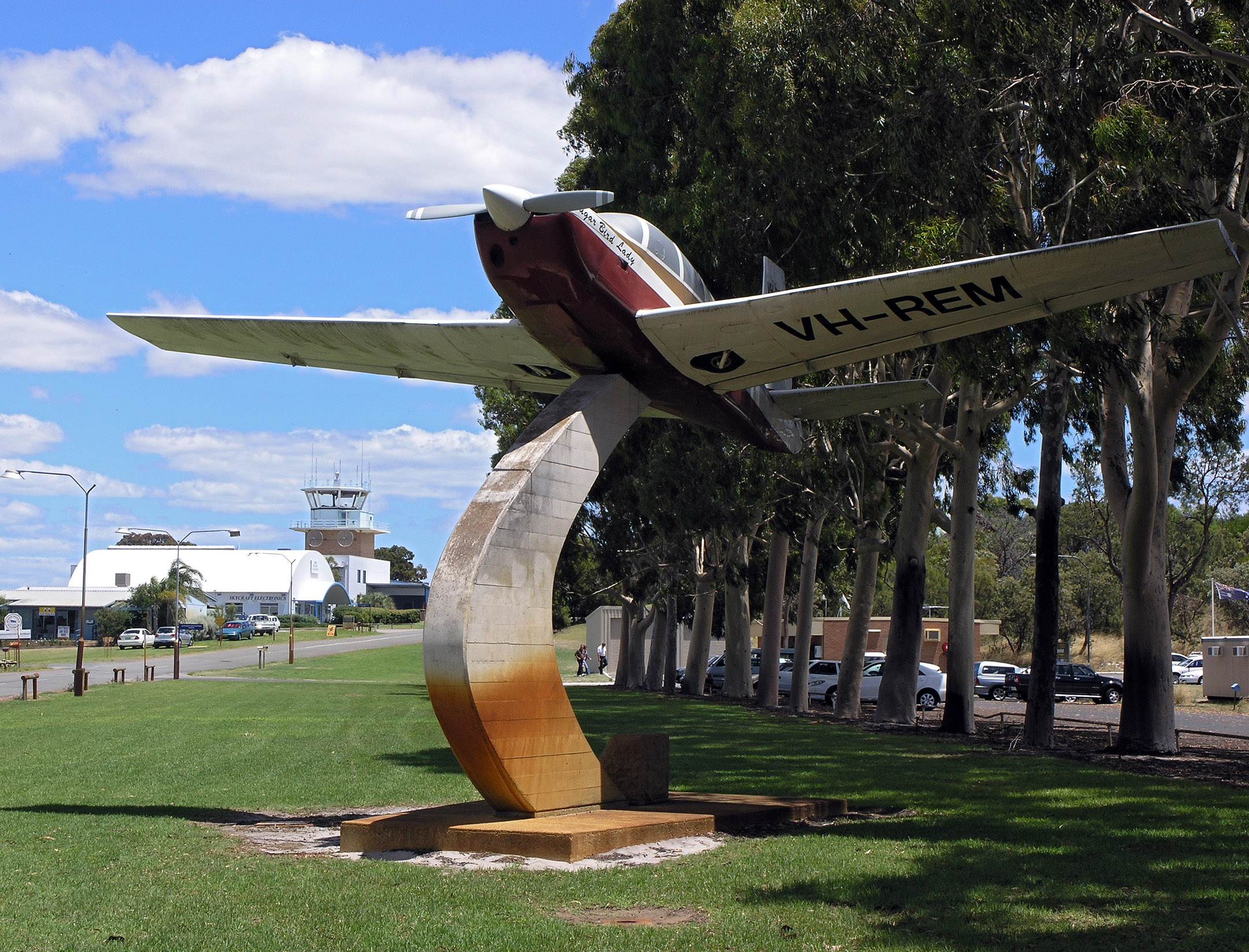
Mooney M20 preservado cerca del aeropuerto de Jandakot como parte de la memoria a la enfermera Robin Miller

## Características generales
- Tripulación: 1
- Pasajeros: 3

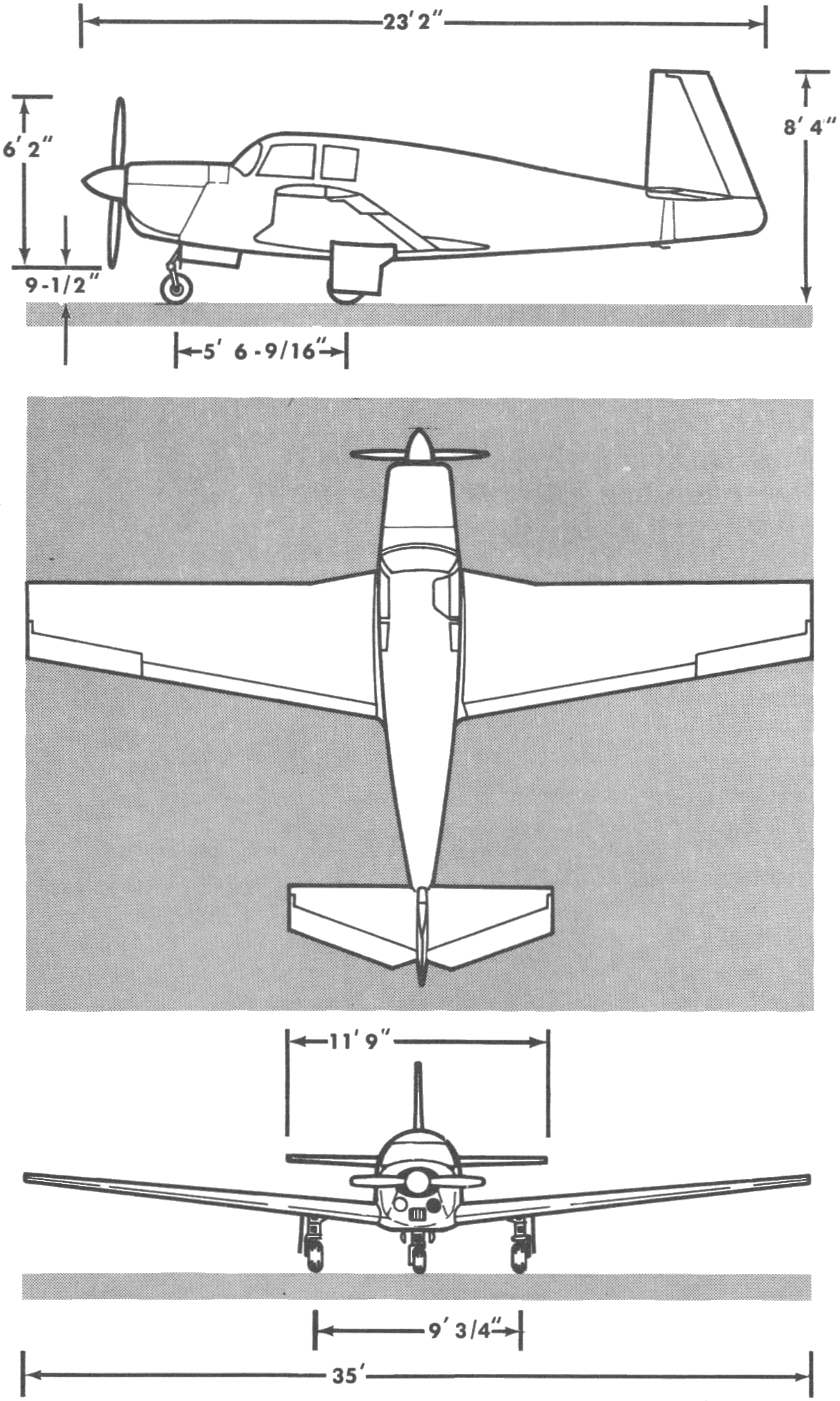
Mooney M20C Ranger.

- Longitud: 26 pies y 9 pulgadas (8,15 m)
- Envergadura: 36 pies y 5 pulgadas (11,1 m)
- Altura: 8 pies y 4 pulgadas (2,5 m)
- Superficie alar: 175,7 pies cuadrados (16,3 m²)
- Perfil alar: NACA 63-215
- Peso en vacío: 2370 libras (1074 kg)
- Peso cargado: 3374 libras (1528 kg)
- Carga útil: 1004 libras (454 kg)
- Planta motriz: 1 × Continental TSIO -550 -G - Turbo normalizado con doble turbo y radiadores dobles refrigerados por aire, de 6 cilindros, motor de pistones opuestos horizontalmente, 280 caballos de fuerza (209 kW)
- Velocidad máxima: 242 nudos (278 mph, 448 km/h )
- Velocidad de crucero: 237 nudos (272 mph, 438 km/h)
- Velocidad entrada en pérdida: 53 nudos (61 mph, 98 km/h)
- Alcance: 1445 millas con depósitos estándar (con depósitos aumentados: 1662 millas, 2676 km)
- Techo de vuelo: 25 000 pies (7625 m)
- Régimen de ascenso: 1240 pies/min (378 m/min)
- Factor de carga: 19,2 libras/ft² (96 kg/m²)
- Relación potencia a peso: 12.0 lb/hp (0,11 kW/kg)

## Robin Miller
El Mooney Super M20E es el avión que se asocia más cercanamente a la aviadora australiana Robin Miller, una famosa piloto conocida como “Sugar Bird Lady” por su trabajo al distribuir la vacuna contra la poliomielitis por toda Australia. Su avión se conserva en el Aeropuerto Jandakot cercano a la ciudad de Perth, en Australia occidental.